# Giovanni Antonio Giobert

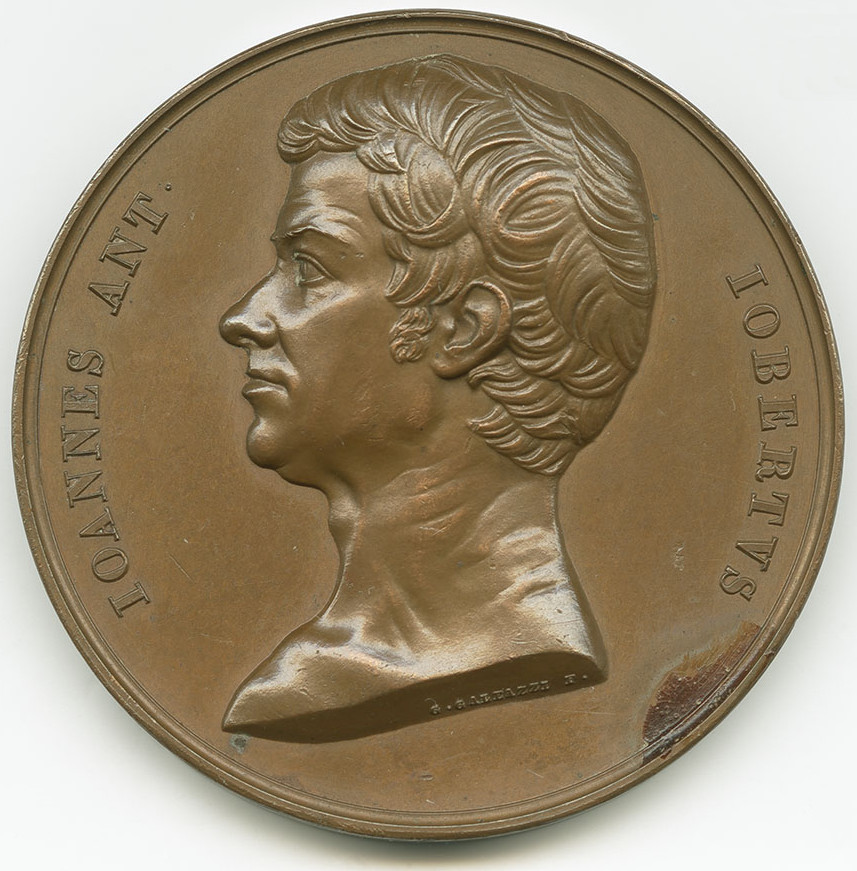
Medaille mit Gioberts Bildnis, um 1840

Giovanni Antonio Giobert, auch Jean Antoine Giobert, (* 28. Oktober 1761 in Mongardino bei Asti; † 14. September 1834 in Millefiori bei Turin) war ein italienischer Chemiker und Mineraloge. Er forschte unter anderem über Magnetismus und Galvanismus.
Giobert wurde 1789 Mitglied der Akademie der Wissenschaften zu Turin. Ab 1800 war er Professor für Landwirtschaft und seit 1802 Professor der Chemie und Mineralogie an der Universität Turin. Zwischenzeitlich, im Jahr 1798, war er an der provisorischen Regierung Piemonts beteiligt. Seit 1808 war er korrespondierendes Mitglied der mathematisch-physikalischen Klasse der Bayerischen Akademie der Wissenschaften.
Per Dekret wurde er 1813 zum Direktor der École impériale pour la fabrication de l’indigo in Turin ernannt, wo die industrielle Verarbeitung des Indigo erprobt werden sollte.
Giobert entwickelte die nach ihm benannte Giobertsche oder Gioberti-Tinktur, die Blutlaugensalz und Salzsäure enthält und verwendet wurde, um die ursprüngliche Beschriftung eines Palimpsests sichtbar zu machen.
Er untersuchte den Einfluss von Magnesia auf das Pflanzenwachstum und fand, dass das Vorhandensein des
Stoffes im Boden keinen hemmenden Einfluss habe.
Das Mineral Giobertit, eine Form des Magnesit (MgCO3) wurde nach ihm benannt.
In Asti gab man 1864 einem Institut seinen Namen.

## Schriften (Auswahl)
- Ueber einige galvanische Versuche von Giobert. Aus einem Briefe desselben an van Mons. In: Neues allgemeines Journal der Chemie Frölich, Berlin 1804, Band 3, Heft 2, S. 219[L 1]
- Traité sur le pastel et l’extraction de son Indigo. Imprimerie impériale, Paris 1813[L 2]
- Nachricht für die Einwohner des Ober-Ems-Departements über den Anbau und die Benutzung des Waid. Osnabrück 1813, Auszug aus Gioberts Traité sur le Pastel et l’extraction de son Indigo[L 3]
- Del sovescio di Segale. I–IV. Gaetano Balbino, Turin 1819[L 4]
- Des eaux thermales et acidules de l’Échaillon en Maurienne. Pomba, Turin 1822[L 5]
- De l’Écorce du Robinier (Robinia pseudo-acacia, L.) et de ses usages dans les arts et l’économie domestique. Huzard née Vallat la Chapelle, [1833][L 6]